# 조에쓰 신칸센
조에쓰 신칸센(일본어: 上越新幹線)은 일본 사이타마현 사이타마시 오미야구에 있는 오미야역과 니가타현 니가타시 주오구에 있는 니가타역을 잇는 동일본 여객철도의 신칸센 노선이다. 모든 열차가 도호쿠 신칸센 도쿄역까지 운행하며 다카사키역 이북 구간은 조에쓰선과 신에쓰 본선의 병행 노선으로 건설되었다.

## 노선 정보
- 영업 거리: 303.6 km
- 실제 거리: 269.5 km
- 역 수: 10
- 궤간: 1,435 mm
- 복선화 구간: 전 구간
- 전철화 구간: 전 구간 AC25 KV 50 Hz * 최고 속도: 오미야-다카사키 275km, 다카사키-니가타 240km

## 역사
- 1971년 11월 28일 : 기공, 슬로건은 "히카리는 북쪽으로".
- 1982년 11월 15일 : 잠정 개업, "아사히"와 "도키"의 속달 타입 유형화.
- 1985년 3월 14일 : 도호쿠 신칸센 우에노역 개업.
- 1990년 12월 20일 : 갈라유자와역 개업.
- 1994년 7월 15일 : E1계 Max 영업 운행 개시.
- 1997년 10월 1일 : 다니가와 열차 등급 신설 및 도키 등급이 아사히에 병합.
- 1998년 12월 8일 : E2계 8량 편성 영업 운행 개시.
- 2001년 5월 7일 : E4계 Max 영업 운행 개시.
- 2002년 12월 1일 : 아사마와의 명칭 혼동 문제로 아사히 등급이 도키로 변경.
- 2004년 3월 13일 : 혼조와세다역 개업. E2계 8량 편성 영업 운행 철수.
- 2007년 3월 18일 : 전 차량 금연 실시.
- 2012년 3월 17일 : 에치고유자와 이북 구간에 E4계 Max 16량 편성 영업 운행 개시.[1][2]
- 2012년 9월 28일 : E1계 Max 정기 운행 종료.
- 2012년 10월 28일 : E1계 Max 차량 운행 종운.
- 2013년 1월 26일 : E2계 J편성 도입.[3]
- 2013년 3월 16일 : 도쿄 ~ 니가타 무정차 운행 폐지 및 200계 정기 운행 종료.
- 2013년 4월 14일 : 200계 차량 운행 종운.
- 2015년 3월 14일 : 차내 판매를 종료와 동시에 모든 열차가 오미야에 정차.[4]
- 2016년 4월 29일 : 주말 및 공휴일 한정 겐비 신칸센 운행 개시.[5]
- 2019년 3월 16일 : E7계 12량 편성 영업 운행 개시.[6][7]
- 2020년 12월 19일 : 겐비 신칸센 운행 종료 및 E3계 정기 운행 종료.[8][9]
- 2020년 12월 20일 : E3계 차량 운행 종운.
- 2021년 3월 13일 : 에치고유자와 이북 구간에 E4계 Max 16량 편성 정기 운행 종료.[10]
- 2021년 10월 1일 : E4계 Max 정기 운행 종료.[11]
- 2021년 10월 17일 : E4계 Max 차량 운행 종운.
- 2023년 3월 18일 - E2계 정기 운행 종료. 다카사키 - 니가타 구간이 영업 최고속도 275 km/h로 향상.[12]

## 차량
| 차량  | 최고 속도 （단위 : km/h） | 최고 속도 （단위 : km/h） | 도입 시기     | 운행 중단 시기 |
| 차량  | 다니가와                  | 도키                      | 도입 시기     | 운행 중단 시기 |
| ----- | ------------------------- | ------------------------- | ------------- | -------------- |
| 200계 | 240                       | 240                       | 1982년        | 2013년         |
| E1계  | 240                       | 240                       | 1994년        | 2012년         |
| E2계  | 240                       | 240                       | 1998년 2013년 | 2004년 2023년  |
| E3계  | 240                       | 240                       | 2016년        | 2020년         |
| E4계  | 240                       | 240                       | 2001년        | 2021년         |
| E7계  | 275                       | 275                       | 2019년        | 현재           |

## 역 목록

### 조에쓰 신칸센 본선
조에쓰 신칸센 구간을 운행하는 열차 명칭은 3가지가 있으며, 도키는 따오기라는 뜻으로 니가타현의 현조(県鳥)이다. 주로 도쿄 ~ 니가타 간의 장거리 타입 열차이고 일부 열차는 에치고유자와 ~ 니가타 간을 운행한다., 다니가와는 연선의 다니가와 산에서 따온 것으로 도쿄 ~ 에치고유자 혹은 타카사키 간의 단거리 열차이다. 호쿠리쿠 신칸센의 가가야키·하쿠타카·아사마도 도쿄 ~ 다카사키 구간은 조에쓰 신칸센 구간을 운행하나 호쿠리쿠 신칸센과 비교해봤을 때에 비교적 정차패턴이 다양한 편이다. 도쿄 ~ 오미야 구간은 도호쿠 신칸센의 구간이나 대부분의 열차는 도호쿠 신칸센과 직결 운행한다.
| 역 이름      | 일본어 이름 | 영업 거리 (km) | 실제 거리 (km) | 접속 노선 | 소재지         | 소재지           | 소재지           |
| ------------ | ----------- | -------------- | -------------- | --- | -------------- | ---------------- | ---------------- |
| 도쿄         | 東京        | 30.3           | 31.3           | 도카이도 신칸센, 도카이도 본선(소부 쾌속선, 요코스카 선) 도호쿠 본선(야마노테 선, 게이힌 도호쿠 선 주오 본선), 도쿄 지하철 마루노우치 선      | 도 쿄 도       | 지요다구         | 지요다구         |
| 우에노       | 上野        | 26.7           | 27.7           | 도호쿠 본선(야마노테 선, 게이힌 도호쿠 선 우쓰노미야 선, 다카사키 선, 조반 쾌속선) 도쿄 지하철 히비야 선, 도쿄 지하철 긴자 선                 | 도 쿄 도       | 다이토구         | 다이토구         |
| 오미야       | 大宮        | 0.0            | 0.0            | 도호쿠 신칸센(직결 운행), 도호쿠 본선(게이힌 도호쿠 선 사이쿄 선, 우쓰노미야 선, 다카사키 선) 도부 철도 노다 선, 사이타마 신도시 교통 이나 선 | 사 이 타 마 현 | 사이타마시       | 오미야구         |
| 구마가야     | 熊谷        | 34.4           | 36.6           | 다카사키 선, 지치부 철도 지치부 본선 | 사 이 타 마 현 | 구마가야시       | 구마가야시       |
| 혼조와세다   | 本庄早稲田  | 55.7           | 57.7           | | 사 이 타 마 현 | 혼조시           | 혼조시           |
| 다카사키     | 高崎        | 74.7           | 77.3           | 호쿠리쿠 신칸센(직결 운행), 다카사키선 조에쓰선, 신에쓰 본선, 조신 전철 조신 선                                                               | 군 마 현       | 다카사키시       | 다카사키시       |
| 조모 고원    | 上毛高原    | 121.3          | 119.1          | | 군 마 현       | 도네군           | 미나카미정       |
| 에치고유자와 | 越後湯沢    | 168.9          | 151.4          | 조에쓰선, 갈라 유자와 선(조에쓰선, 겨울때만 직결 운행)                                                                                        | 니 가 타 현    | 미나미우오누마군 | 유자와정         |
| 우라사       | 浦佐        | 198.6          | 181.0          | 조에쓰선 | 니 가 타 현    | 미나미우오누마시 | 미나미우오누마시 |
| 나가오카     | 長岡        | 240.3          | 213.8          | 신에쓰 본선 | 니 가 타 현    | 나가오카시       | 나가오카시       |
| 쓰바메산조   | 燕三条      | 263.5          | 237.4          | 야히코 선 | 니 가 타 현    | 산조시           | 산조시           |
| 니가타       | 新潟        | 303.6          | 269.5          | 신에쓰 본선, 에치고선, 하쿠신 선 | 니 가 타 현    | 니가타시         | 주오구           |

### 갈라 유자와 선
정식으로는 기존선 조에쓰선에 속한 구간이나, 신칸센만 운행하고 있다. 겨울철의 스키 시즌에만 한정되어 직결운행한다.
| 역 이름      | 일본어 이름 | 거리 (km) | 소재지                                |
| ------------ | ----------- | --------- | ------------------------------------- |
| 에치고유자와 | 越後湯沢    | 0.0       | 니가타 현 미나미우오누마 군 유자와 정 |
| 갈라유자와   | ガーラ湯沢  | 1.8       | 니가타 현 미나미우오누마 군 유자와 정 |

### 각 역의 구조
각 역 구내 배선 및 홈 형식을 표로 나타낸다.
원칙으로서 모든 열차가 정차하여 통과 열차가 없는 역에서는 "2면 4선"의 구내 배선이 기본이 된다. 즉, 섬식 홈을 2면 배치하여 정류장은 상하선에 각각 2개소, 총 4곳을 마련하는 구조이다. 상하선 모두 각각 2개의 열차가 동시에 정차 가능하고, 상호 환승이 가능한 배선이다.
통과 열차가 있는 역에서는, 본선(통과선)에 직접 홈을 마련하지 않고, 본선과는 별도로 대피선을 설치한 후에 홈을 마련하는 구조가 기본이다. 이는 홈의 이용객과 고속으로 통과하는 열차 사이에 거리를 확보하여 풍압 등에 의한 사고를 막는 것이 목적이다.
| 배선 분류 | 2면4선             | 2면2선+통과선                                 | 2면3선+통과선            | 2면4선+통과선  |
| 구내도    |                    |                                               |                          |                |
| 해당역    | 우에노역・니가타역 | 혼조와세다역・조모코겐역 우라사역・나가오카역 | 구마가야역・쓰바메산조역 | 에치고유자와역 |

| 배선 분류 | 2면4선+통과선 | 3면6선    | 2면4선 |
| 구내도    |               |           |        |
| 해당역    | 다카사키역    | 오미야 역 | 도쿄역 |

## 운행 형태
| 열차 등급                      | 도쿄 | 우에노 | 오미야 | 구마가야 | 혼조와세다 | 다카사키 | 조모코겐 | 에치고유자와 | 갈라유자와 | 우라사                                      | 나가오카                                    | 쓰바메산조                                  | 니가타                                      |                                             |
| ------------------------------ | ---- | ------ | ------ | -------- | ---------- | -------- | -------- | ------------ | ---------- | ------------------------------------------- | ------------------------------------------- | ------------------------------------------- | ------------------------------------------- | ------------------------------------------- |
| 도키                           | ●    | ●      | ●      | ■        | ■          | ●        | ■        | ■            | ↔          | ■                                           | ●                                           | ■                                           | ●                                           |                                             |
| 도키                           | ●    | ↔      | ●      | ↔        | ↔          | ↔        | ↔        | ↔            | ↔          | ↔                                           | ↔                                           | ↔                                           | ●                                           |                                             |
| 다니가와                       | ●    | ●      | ●      | ●        | ●          | ●        | ●        | ●            | ■          | (일부 시간대 다카사키, 갈라유자와까지 운행) | (일부 시간대 다카사키, 갈라유자와까지 운행) | (일부 시간대 다카사키, 갈라유자와까지 운행) | (일부 시간대 다카사키, 갈라유자와까지 운행) | (일부 시간대 다카사키, 갈라유자와까지 운행) |
| ●＝정차；■＝일부 정차；↔＝통과 |      |        |        |          |            |          |          |              |            |                                             |                                             |                                             |                                             |                                             |

### 열차 애칭
아래의 다른 호쿠리쿠 신칸센 열차도 이용할 수 있다.
도키
도쿄 ~ 니가타 구간을 운행하며 니가타를 출발하는 모든 신칸센이 명칭으로 중간 정차역은 오미야만 정차하는 쾌속부터 모든 역에 정차하는 완행까지 다양하다.
다니가와
도쿄 ~ 에치고유자와 (겨울철의 경우 갈라유자와) 구간을 운행하며 정기 열차의 경우 모든 역에 정차하나 일부는 다카사키까지 운행한다.
| 이름     | 기점 | 종점                                 | 자유석 | 지정석 추가 요금 | 그랜클래스 | 사용 차량 |
| -------- | ---- | ------------------------------------ | ------ | ---------------- | ---------- | --------- |
| 도키     | 도쿄 | 니가타                               | 예     | 아니오           | 예         | E7        |
| 다니가와 | 도쿄 | 에치고유자와 (겨울철에는 갈라유자와) | 예     | 아니오           | 예         | E7        |